# 동양학원 (서울)
학교법인 동양학원(學校法人東洋學園)은 동양미래대학교를 중심으로 하는 대한민국의 학교법인이다.

## 계열 학교

### 대학
- 동양미래대학교

### 고등학교
- 동양고등학교

### 중학교
- 동양중학교

## 같이 보기
- 조석래